# Mała Reka
Mała Reka (mac. Мала Река) – rzeka w Macedonii Północnej, stanowi ona lewy i największy dopływ rzeki Radika. Formuje się na wysokości 966 m n.p.m. z wód rzek Jadowska Reka i Tresoneczka Reka.